# أنتوني بيوتروفسكي
أنتوني بيوتروفسكي (بالبولندية: Antoni Piotrowski) هو رسام بولندي، ولد في 7 سبتمبر 1853 في Kunów ‏ في بولندا، وتوفي في 12 ديسمبر 1924 في وارسو في بولندا.